# El show de las estrellas
El show de las estrellas es un programa musical de la televisión colombiana, producido, presentado y dirigido por  Jorge Barón, emitido por el Canal RCN y a nivel internacional por RCN Nuestra Tele Internacional. Es producido por Jorge Barón Televisión desde el 24 de mayo de 1969, con el nombre El show de Jorge Barón y su estrella invitada, 4 años después fue rebautizado en 1973 como El show de las estrellas.

## Historia
El 24 de mayo de 1969 sale al aire bajo el nombre de El show de Jorge Barón y su estrella invitada que comenzó en el estudio en donde acudían los artistas nacionales e internacionales. Este programa se transmitía por uno de los dos canales de la época, Cadena Uno y Cadena Dos de Inravisión. Jorge Barón comienza a presentar el programa musical en el horario de los sábados a las 4:00 de la tarde por el Canal Nacional. Luego de la salida del aire del programa Cocine de primera con Segundo pues allí se crea su espacio de El show de Jorge Barón y su estrella invitada en el cual se presenta el dueto musical y humorístico Los Tolimenses conformado por Emeterio y Felipe que con sus coplas y divertidas anécdotas quedaron en la memoria del público colombiano.
A comienzos de 1970, llegaron varios artistas de nacionales e hispanoamericanos por el cual empezaron a darse a conocer en la televisión nacional. El show de Jorge Barón y su estrella invitada fue el pionero en la internacionalización de nuestros artistas, luego de la llegada de los integrantes del famoso Club del clan tales artistas como: Billy Pontoni, Claudia de Colombia, Oscar Golden, Vicky, Harold Orozco, Lyda Zamora, The Speakers, Los Flippers, Jairo Alberto Bocanegra, Emilce, entre otros. Luego la llegada del programa los artistas extranjeros cómo: José José, Julio Iglesias, Enrique Guzmán, César Costa, Antonio Aguilar, Pedro Vargas, Rocío Dúrcal, Juan Gabriel, Dyango, Roberto Ledesma, Toña la Negra entre otros.
Jorge Barón aparecía en ocasiones en el programa interpretando a un chef, a un lustrabotas o a un bombero de estación de gasolina y en cada caracterización el presentador se encontraba con el artista, lo abordaba, comenzaba a hacerle preguntas, a recordar canciones y, en ese ambiente, transcurría el programa. Una etapa del programa se hizo en vivo dentro del estudio, luego se hizo en exteriores utilizando el sistema de videoclip, se utilizaban escenarios de los lugares más representativos del país, marco para la presentación de los artistas.
Regresaron al estudio y tuvieron una época en la que se presentaban artistas internacionales con artistas colombianos. En esos años, un artista para promocionarse en un país debía visitarlo porque no existían los satélites, no existían los videos, ni la tecnología necesaria para que el cantante pudiera ser reconocido. La única manera para darse a conocer era viajando y presentándose, en este caso, en Colombia, en El show de las estrellas.
Para este fin, Jorge Barón Televisión tenía un acuerdo con las empresas de televisión de Venezuela y de México con Amador Bendayán con su programa Super Sábado Sensacional y con Raúl Velasco con Siempre en domingo respectivamente. En ese entonces los artistas viajaban a México para presentarse en Siempre en domingo, luego viajaban a Venezuela para presentarse en Super Sábado sensacional y luego a Colombia para presentarse en El show de las estrellas.
Jorge Barón también hacía el programa La nueva estrella de las canciones en el que iban a los lugares de Colombia a buscar talentos. La selección de los artistas se realizaba a través de las estaciones de radio locales, los presentaban y hacían estas jornadas en los coliseos y en plazas de las poblaciones del país. Después tuvo una etapa con Embajadores de la música colombiana con el que también hacían el programa en varios lugares de Colombia.

## Evolución y hechos destacados del programa
- A finales de la década de 1960 y comienzos de 1970 llegaron varios artistas de Colombia y a nivel hispanoamericano que dieron su origen el musical por el cual empezaron a darse a conocer en la televisión nacional El show de Jorge Barón y su estrella invitada nombre con el que le dio la internacionalización de nuestros artistas, con la llegada de los integrantes del famoso Club del clan tales como: Billy Pontoni, Claudia de Colombia, Oscar Golden, Vicky, Harold Orozco, Lyda Zamora, The Speakers, Los Flippers, Jairo Alberto Bocanegra, Emilce, entre otros. Luego la llegada del programa de los artistas extranjeros cómo José José, Julio Iglesias, Enrique Guzmán, César Costa, Antonio Aguilar, Pedro Vargas, Rocío Dúrcal, Juan Gabriel, Dyango, Roberto Ledesma, Toña la Negra, entre otros.

- En el año de 1973 el programa cambió de nombre y ya se denominó ya como: El Show de las Estrellas en un nuevo horario que era los jueves de 8:00 a 9:00 de la noche por la Primera Cadena de Inravisión llevando a los mejores artistas de la talla nacional e internacional como: Ángela y Consuelo, Los Galos de Chile, Sandro, Julio Iglesias, Simón el Africano, Raphael, La Sonora Matancera, Diego Verdaguer, Amanda Miguel, Sabú, Marlene Tovar, Leo Marini, Fausto, Miguel Gallardo, entre otros artistas de diferentes géneros musicales.

- Su destacado esfuerzo por Jorge Barón director del programa musical El Show de las Estrellas fue el logro del Premio Cromoshow en 1975 por su aporte al talento nacional e internacional de los artistas que tuvieron su participación en este espacio.

- Por motivo de su 10.º aniversario del musical y de la programadora, en la era de la licitación de 1979 El Show de las Estrellas cambia de horario de los lunes entre las 8:00 y las 9:00 de la noche en la Primera Cadena de Inravisión, el cual logró dar la llegada de los artistas del talento colombiano e hispanoamericano como: Raúl Santi, Galy Galiano, Angélica María, Lolita Flores, Vicente Fernández, King Clave, entre otros.

- Con la llegada de la televisión a color en Colombia en 1979, el musical de la televisión colombiana El Show de las Estrellas evolucionó con una gran audiencia de la llegada de los artistas de ese momento en la música hispanoamericana ya que se destacaban también como lo fueron Los Diplomáticos, José Luis Rodríguez "El Puma", Miguel Bosé, Jerónimo, Emmanuel, Marlen Tovar, José María Napoleón, Juan Pardo, Los Pecos entre otros. Y en la música bailable desde comienzos de los setenta hasta los ochenta en el programa pasaron los artistas como: El Cuarteto Imperial, Los 8 de Colombia, Pastor López, Los Tupamaros, Alfredo Gutiérrez, El Combo Palacio, Los Número Uno de Colombia, Los Rivales, entre otros. Se emitía los lunes a las 8:00 de la noche por la Primera Cadena de Inravisión.

- El día viernes 18 de agosto de 1989 El show de las estrellas fue suspendido en el horario de las 8:30 por parte de Inravisión debido a que se dio la noticia del atentado y muerte del líder político y candidato presidencial Luis Carlos Galán tomando su lugar el resumen de última hora del Noticiero Nacional de la programadora Prego Televisión.

- Este musical El show de las estrellas presentó los días domingos 20 y 27 de diciembre de 1992 un póstumo homenaje al cantante vallenato Rafael Orozco quien fue asesinado en Barranquilla 6 meses antes y quien fuera la voz líder y cofundador de la agrupación vallenata El Binomio de Oro al lado de su amigo y compadre Israel Romero quienes estuvieron durante todo el programa al inicio de sus carreras. Fabio Poveda Márquez amigo cercano a Rafael Orozco fue el presentador del programa hasta 1993 cuando el mismo Rafael Orozco cumplía su primer año de su partida.

- En 1997 Jorge Barón tuvo la idea de hacer giras nacionales por todo el país a las afueras de los estudios en Bogotá, incluso llegar a diferentes países del mundo, como España, Venezuela, y algunas ciudades de Estados Unidos, como Miami y Nueva York. Por este motivo se transmitía los sábados y domingos a las 6:00 p. m. hasta las 8:30 p. m., y su último programa en el Canal Uno fue el domingo 30 de abril de 2017.

- Desde el 6 de mayo este programa se emite por RCN Televisión en el horario de los sábados a las 8:00 p. m. enfrentado a su competidor Sábados Felices de Caracol Televisión.[2][3]

- El programa no solamente es presentado por Jorge Barón, en el año 2010 fue reemplazado por Jairo Alonso Vargas debido a que padeció un infarto. Poco después volvió al programa.[4]

- En septiembre de 2017, Jorge Barón vuelve a ser reemplazado esta vez por el barranquillero Agmeth Escaf, debido a que padeció un fuerte dolor abdominal.[5]

- Entre el 21 de marzo de 2020 y finales del año 2021 El show de las estrellas fue suspendido por el arribo de la Pandemia de COVID-19 al país.

- Es la segunda vez que es suspendido el musical El show de las estrellas el día sábado 7 de junio de 2025 por parte de las directivas del Canal RCN por el atentado que sufrió Miguel Uribe Turbay.

## Artistas que han participado en el programa

### Artistas nacionales
- Helenita Vargas (1969-2000)
- Gustavo Quintero (1969-2015)
- Los Tolimenses (1969-1990)
- Alci Acosta (1969-2020)
- Víctor Hugo Ayala (1969-2004)
- Rodolfo Aicardi (1969-2003)
- Óscar Agudelo (1969-2004)
- Carlos Julio Ramírez (1969-1979)
- Oscar Golden (1969-2003)
- Los Fliperss (1969-1978)
- Alejandro Durán (1969-1976)
- Los Hermanos Zuleta (1969-1999)
- Gustavo Quintero (1969-2016)
- Los Warahuaco (1970-1986)
- Fausto (1970-2009)
- Lucho Bermúdez (1970-1994)
- Pacho Galán (1970-1978)
- Ximena (1970-1987)
- Lyda Zamora (1970-1984)
- Cristopher (1970-1985)
- Jaime Ley (1970-1984)
- Mariluz (1971-1984)
- Claudia de Colombia (1971-2010)
- Jesús David Quintana (1971-2000)
- Harold Orozco (1971-1996)
- Emilce de Colombia (1971-1980)
- Kenny Pacheco (1971-1984)
- La Sonora Dinamita (1972-2013)
- Fruko y sus Tesos (1973-2017)
- Alfredo Gutiérrez (1973-2017)
- Jorge Oñate (1973-2012)
- Billy Pontoni (1973-2019)
- Los Hermanos Monroy (1974-2001)
- Yolanda de Colombia (1974-1990)
- Los Ocho de Colombia (1974-2019)
- Marlene Tovar (1974-2000)
- Ana y Jaime (1975-1997)
- El Combo de Las Estrellas (1975-2017)
- La Gran Banda Caleña (1975-1987)
- Los Tupamaros (1975-2018)
- Joe Madrid (1976-1982)
- Leonor González Mina (1976-1990)
- Isadora (1976-1986)
- Luz Ayda (1977-1985)
- Diomedes Díaz (1977-2013)
- Binomio de Oro (1977-2020)
- Silvio Brito (1977-2016)
- Los Betos (1978-2014)
- Raúl Santi (1978-2016)
- Galy Galiano (1979-2021)
- Otto Serge (1980-2016)
- Los Nada Que Ver (1980-1986)
- Grupo Niche (1981-1997)
- Joe Arroyo (1981-2009)
- Juan Piña (1981-2016)
- Cuarta Generación (1981-1986)
- Los Número Uno (1981-2008)
- María José Arango (1981-1985)
- Mateo Balboa (1982-1987)
- Carlos Vives (1984-1986)
- Grupo Madrigal (1985-1986)
- Grupo Pasaporte (1985-1987)
- Los Pechichones (1985-2005)
- Los Monachos (1986-1992)
- La Misma Gente (1986-2008)
- Juan Carlos Coronel (1987-2008)
- Grupo Manduco (1987-2001)
- Kraken (1989-1994)
- Checo Acosta (1989-2020)
- La Cheverísima (1989-2016)
- Compañía Ilimitada (1989-1994)
- Orquesta Guayacán (1991-2005)
- Omar Geles (1994-2002)
- Poligamia (1991-1994)
- Shakira (1992-1995)
- César Mora (1993-1995)
- Los Alfa 8 (1993-2003)
- Grupo Bananas (1993-2015)
- Aterciopelados (1993-1997)
- Luis Alberto Posada (1993-2019)
- Toque de Queda (1994-1999)
- Ekhymosis (1994-1998)
- Patricia Teherán (1994-1995)
- Luna Verde (1994-1996)
- Darío Gómez (1995-2019)
- Marbelle (1996-2012)
- Moisés Angulo (1996-2005)
- Lady Noriega (1997-2019)
- Adriana Lucía (1998-2017)
- Margarita Rosa de Francisco (2000-2002)
- Rafael Santos (1999-2002)
- Kaleth Morales  (2004-2005)
- Jhonny Rivera (2005-2019)
- Alejandro Palacio (2005-)
- Verónica Orozco (2006)
- J Balvin (2010-2013)
- Karol G (2008)
- Reykon (2009-2012)
- Pipe Bueno (2009-2012)
- Jorge Luis Hortua (2010-2017)
- Yeison Jiménez (2015-)
- Arelys Henao (2014-2019)
- Juliana Velásquez (2022-)

### Artistas internacionales
- Los Galos (1969-1978)
- Los Terrícolas (1969-1984)
- Angélica María (1969-1983)
- Los Angeles Negros (1969-1979)
- Nino Bravo (1969-1973)
- Leo Dan (1969-1996)
- El Gran Combo de Puerto Rico (1969-1993)
- Cecilia (1970-1974)
- Los Melódicos (1970-1999)
- Georgie Dann (1970-1973)
- Nilton César (1970-1983)
- Luisito Rey (1970-1981)
- Rudy Márquez (1970-2017)
- Gigliola Cinquetti (1970-1982)
- Leo Marini (1970-1990)
- Armando Manzanero (1970-1988)
- Mirla Castellanos (1970-1986)
- Salvatore Adamo (1970-1982)
- Julio Jaramillo (1970-1977)
- Andy Montañez (1970-1987)
- Los Iracundos (1970-1984)
- Nelson y sus Estrellas (1970-2014)
- Palito Ortega (1971-1984)
- Roberto Carlos (1971-1984)
- José José (1971-1993)
- Barbara y Dick (1971-1994)
- Nelson Ned (1971-1996)
- Nelson Henríquez (1971-1996)
- Juan Erasmo Mochi (1971-1986)
- Antonio Aguilar (1971-1998)
- Orlando Contreras (1972-1990)
- Charles Aznavour (1972-1987)
- Sandro (1972-1983)
- Cheo Feliciano (1972-1986)
- Camilo Sesto (1972-1994)
- Tito Puente (1972-1982)
- Héctor Lavoe (1972-1983)
- Buddy Richard (1972-1986)
- Juan Gabriel (1972-1992)
- César Costa (1972-1984)
- Los Moros (1973-1979)
- Juan Bau (1973-1986)
- Alfonso Pahino (1973-1985)
- Pastor López (1973-2001)
- Sabú (1973-1991)
- Manolo Galván (1973-1981)
- José Luis Perales (1974-1992)
- Dyango (1974-1985)
- Valeria Lynch (1974-1987)
- Mari Trini (1974-1987)
- Braulio (1974-1989)
- Simone El Africano (hasta 1974)
- María Martha Serra Lima (1975-1996)
- Trigo Limpio (1975-1982)
- Joan Manuel Serrat (1975-1988)
- Billo's Caracas Boys (1975-2001)
- Julio Iglesias (hasta 1976)
- José Vélez (1976-1991)
- Paloma San Basilio (1976-1992)
- Celia Cruz (1976-2000)
- Elio Roca (1976-1984)
- Diego Verdaguer (1976-1987)
- Raphael (1976-1996)
- Leonardo Favio (1977-1985)
- Miguel Gallardo (1978-1988)
- Miguel Bosé (1978-1987)
- Manolo Otero (1979-1990)
- Pedro Fernández (1979-1995)
- Basilio (1979-1986)
- Vicente Fernández (1979-1991)
- Ana Gabriel (1979-1993)
- Dulce (1979-1987)
- Susy Lemán (1980)
- Ángela Carrasco (1979-1989)
- Joan Sebastián (1980-1991)
- José María Napoleón (1980-1987)
- Sergio Fachelli (1980-1987)
- Lucía Méndez (1980-1989)
- Luis Ángel (1980-1992)
- Franco Simone (1980-1985)
- Combo Palacio (1980-1984)
- Juan Pardo (1981-1987)
- José María Bacchelli (1981-1984)
- Rocío Dúrcal (1981-1992)
- Paloma San Basilio (1981-1992)
- Rocío Jurado (1981-1994)
- Grupo Unicornio (1981-1984)
- Emmanuel (1981-1993)
- Yuri (1981-1989)
- Francisco (1981-1985)
- Los Pecos (1981-1984)
- The Ritchie Family (1981-1983)
- Mercedes Sosa (1981-1983)
- Crystal (1982-1986)
- Amanda Miguel (1982-1987)
- Bravo (1982-1985)
- Richard Clayderman (1982-2002)
- Massiel (1982-1987)
- Oscar Athie (1982-1987)
- Menudo (1982-1998 El reencuentro)
- José Feliciano (1982-1983)
- Daniela Romo (1983-1991)
- Wilfrido Vargas (1983-2015).
- Silvana Di Lorenzo (1983-1987)
- Village People (hasta 1983)
- Pimpinela (1984-1996)
- Pandora (1985-1987)
- Silvana Ibarra (1985-1987)
- Manuel Mijares (1985-1987)
- Jorge Muñiz (1985-1989)
- Franco de Vita (1986-1991)
- Carlos Mata (1986-1988)
- Yordano (1986-1989)
- Las Chicas del Can (1986-1994)
- Mecano (1987-1988)
- Willie Colón (1988-1997)
- Pablito Ruiz (1987-1989)
- Sergio Vargas (1987-2003)
- Oscar D'León (1988-2001)
- Los Bukis (1988-1989)
- Flans (1988-1989)
- Ricardo Montaner (1988-1998)
- Kiara (hasta 1989)
- Rudy La Scala (1989-1998)
- Soda Stereo (1989-1991)
- Hombres G (hasta 1989)
- Myriam Hernández (1989-1995)
- Chayanne (1989-1990)
- Charly García (1989-1994)
- Amaya Saizar (1991-1998)
- Locomía (1991-1997)
- Jossie Esteban y La Patrulla 15 (1987-1998)
- Ricky Martin (1992-1995)
- Magneto (1992-1994)
- Gloria Trevi (hasta 1993)
- Alejandro Lerner (1993-1995)
- Proyecto M (1993-1996)
- Caifanes (1993-2001)
- Carlos Nuño (1993-1995)
- Rey Ruiz (1993-2015)
- Cristian Castro (1994-1998)
- Laura Pausini (1995-1997)
- Mónica Naranjo (1994-1995)
- Diego Torres (1995-1999)
- Caló (1995-2000)
- Maná (1995-2002)
- Café Tacvba (1995-1998)
- Tito Livio (1995)
- Soledad Guerrero (1994)
- Amistades Peligrosas (1995-2006)
- Enrique Iglesias (1996-1998)
- King África (1996-2000)
- Víctor Manuelle (1996-1999)
- Proyecto Uno (1996-2004)
- Rikarena (1996-2013)
- Sandy y Papo (1996-2011)
- Fey (1998-2002)
- Los Adolescentes Orquesta (1998-1999)
- Chichí Peralta (1998-2001)
- Carlos Ponce (1998-1999)

- Rossy War (1999-2002)
- Fulanito (2000-2005)
- La Familia André (1988)
- Gilbert Bécaud (1982)